# Sopu-Korgon
Sopu-Korgon (kirgisisch Сопу-Коргон, russisch Суфи-Курган Sufi-Kurgan) ist ein Dorf im Oblus Osch im Südwesten Kirgisistans.

## Geographie
Das Dorf liegt 300 Kilometer südwestlich von der Landeshauptstadt Bischkek und 150 Kilometer von der Gebietshauptstadt Osch entfernt. Es liegt etwa 2077 Meter über dem Meeresspiegel an dem Fluss Gültschö in einem Tal, das in Richtung Süden bei Sarytasch ins Alaital mündet. Sopu-Korgon ist Verwaltungssitz der Landgemeinde Alai im Rajon Alai. Die nächsten Dörfer sind Dscherge-Tal und Terek. Das Dorf liegt an der Straße Osch-Irkeschtam.

### Klima
In der Gegend herrscht Kontinentalklima. Die durchschnittliche Jahrestemperatur in der Region beträgt 2 °C. Der wärmste Monat ist der August mit einer Durchschnittstemperatur von 16 °C, der kälteste der Januar mit −14 °C. Die durchschnittliche jährliche Niederschlagsmenge beträgt 334 Millimeter. Der feuchteste Monat ist der Mai mit durchschnittlich 52 mm Niederschlag, der trockenste der Januar mit 9 mm Niederschlag.

## Bevölkerung
| Jahr | Einwohnerzahl |
| ---- | ------------- |
| 2009 | 2205          |
| 2021 | 3232          |

## Söhne und Töchter des Ortes
- Klara Sooronkulowa (* 1969), kirgisische Politikerin